# Peder Duke
Nils Peder Duke, född 31 maj 1938 i Stockholm, död 23 juli 2003 i Boo församling, var en svensk konstnär. 
Duke studerade vid Konstfackskolan och Académie Libre innan han fortsatte sina studier vid Konstakademien i Stockholm. Vid sidan av sitt eget skapande var han verksam som lärare vid ABF:s målarkurser och vid Grundskolan för konstnärlig utbildning. Duke är representerad vid Moderna museet, Stockholms stadsmuseum, Linköpings museum, Kalmar konstmuseum, Norrköpings konstmuseum  och i Gustaf VI Adolfs konstsamling. Peder Duke avled 2003 efter en tids sjukdom. Han är begravd på Katarina kyrkogård i Stockholm.